# Labirinto Verde
Labirinto Verde (em francês:  Zone Blanche, literalmente Zona Branca) é uma série de televisão franco-belga dos gêneros drama criminal, thriller e Terror exibida originalmente pelo canal francês France 2 em 10 de abril de 2017, após a sua estreia no Festival de Criações Televisivas de Luchon em fevereiro do mesmo ano. Foi criada por Mathieu Missoffe e teve co-produção de Ego Productions, Be-Films, e RTBF, e tem como protagonistas Suliane Brahim, Hubert Delattre, e Laurent Capelluto.
Em novembro de 2017, a Amazon Prime adquiriu os direitos de streaming da primeira temporada para todo o mundo, com exceção da Dinamarca, Bélgica, Luxemburgo e Países Baixos. Uma segunda temporada foi exibida pela France 2 em junho de 2019 e disponibilizada globalmente pela Netflix em 14 de junho de 2019.

## Enredo
A major Laurène Weiss é a chefe da Gendarmerie (polícia local) de sua cidade natal, Villefranche, uma pequena cidade isolada e fictícia cercada por uma floresta de 20 km² nas montanhas. O promotor Franck Siriani chega para descobrir por que a taxa de homicídios na cidade é seis vezes a média nacional; ele também tem interesse em investigar o passado turvo da major. A floresta é um lugar estranho e excepcionalmente perigoso, onde muitos dos assassinatos acontecem.

## Elenco
| - Suliane Brahim: Laurène Weiss - Hubert Delattre: Martial Ferrandis (aka Nounours) - Laurent Capelluto: Franck Siriani - Samuel Jouy: Bertrand Steiner - Renaud Rutten: Louis Hermann - Tiphaine Daviot: Camille Laugier (temporada 1) - Anne Suarez: Lea Steiner - Naidra Ayadi: Leila Barami - Camille Aguilar: Cora Weiss - Brigitte Sy: Sabine Hennequin | - Dan Herzberg: Gaspard Bellan - Cyrielle Debreuil: Anna Delambre - Thomas Doret: Rudy Guerin - Olivier Bonjour: Gerald Steiner - Théo Costa-Marini: Roman Barthélémy - Samir Boitard: Paul Méric - Jean-Michel Balthazar: Maître Caubere - Pascal Elso: Pierre Winkler (temporada 1) - Serge Riaboukine (temporada 2) - Marina Hands: Delphine Garnier (temporada 2) |